# فلسفة القرن التاسع عشر

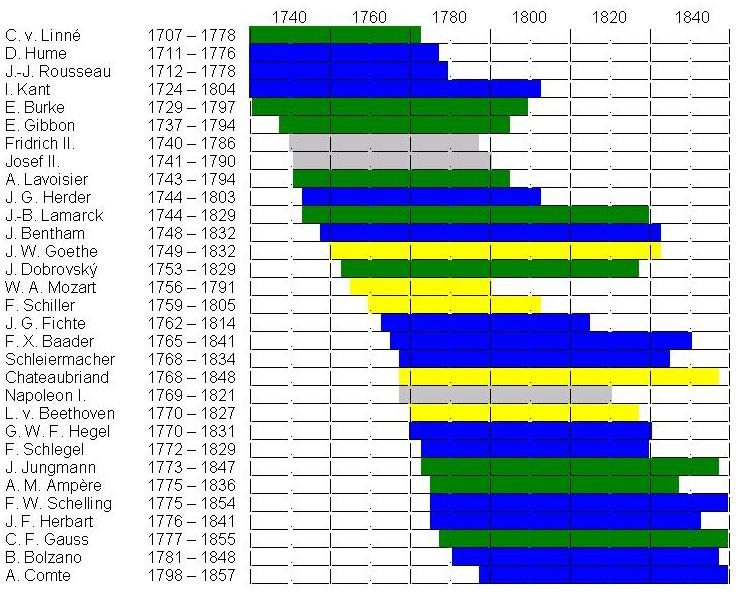

## المدارس الفلسفية والاتجاهات
هذه قائمة جزئية بمدارس فلسفة القرن التاسع عشر (تُعرف أيضًا باسم الفلسفة الحديثة المتأخرة).

### المثالية الألمانية
كان يوهان غوتليب فيشته من أوائل الفلاسفة الذين حاولوا التعامل مع فلسفة كانت، وكان تطويره للماورائيات الكانتية مصدر إلهام للرومانسيين. يجادل فيشته في كتاب تدريس العلوم بأن الذات تفترض نفسها وهي عملية منتجة ذاتيًا ومتغيرة.
واصل فريدريك فيلهيلم يوزيف شيلن، تلميذ فيشته، تطوير العديد من الأفكار نفسها التي استوعبها الرومانسيون أيضًا كشيء ناتج عن فيلسوف رسمي لحركتهم. ظهر لاحقًا جورج فيلهيلم فريدريك هيغل، تلميذ فيشته وزميل الغرفة السابق لشيلن، ليصبح الأبرز بين المثاليين في فترة ما بعد الكانتية. كشفت أعماله عن الأهمية المتزايدة للتفكير التاريخي في الفكر الألماني.
دُعي آرتور شوبنهاور، الذي رفض هيغل والمادية أيضًا، للعودة إلى الفلسفة المتعالية الكانتية مع تبني الإلحاد والحتمية من بين آخرين. اشتهر فكره العلماني في أوروبا في النصف الثاني من القرن التاسع عشر، والذي تزامن مع مجيء الداروينية والوضعية والماركسية والتحليل اللغوي للكتاب المقدس.
كان لودفيغ فويرباخ أحد المعارضين المشهورين للمثالية في النصف الأول من القرن التاسع عشر في ألمانيا وداعيًا إلى المادية والإلحاد.

### مذهب المنفعة
روج كل من جيريمي بنثام وجون ستيوارت ميل في أوائل القرن التاسع عشر في بريطانيا لفكرة أن الأفعال صحيحة لأنها تزيد من السعادة وحدها.

### الماركسية
تعد الماركسية، التي طورها كارل ماركس وفريدريك إنجلز في منتصف إلى أواخر القرن التاسع عشر، وجهة نظر اجتماعية سياسية واقتصادية تستند إلى الفلسفة المادية الجدلية التي تعارض المثالية لصالح وجهة النظر المادية. حلل ماركس التاريخ نفسه باعتباره تطور جدلي على شكل صراع طبقي. انطلقت من هنا فكرة أن «تاريخ كل مجتمع موجود حتى الآن هو تاريخ من الصراع الطبقي». بدأ هذا بمرحلة الشيوعية البدائية (مجتمع الصيادون الجامعون) وفقًا لماركس، وذلك بعد أن مهدت ثورة العصر الحجري الحديث لمجتمعات الرقيق والتطور إلى مجتمع إقطاعي ومن ثم إلى عصر الثورة الصناعية في تلك الفترة، واعتبر بعد ذلك أن الخطوة التالية تعود للبروليتاريا للإطاحة بأصحاب الصناعة، وتأسيس مجتمع اشتراكي من شأنه أن يتطور أكثر ليصبح مجتمعًا شيوعيًا ينتهي فيه كل من التمايز الطبقي والمال والدولة من الوجود بالكامل. كان للماركسية تأثير عميق على تاريخ القرن العشرين.

### الفلسفة الوجودية
تُعد الفلسفة الوجودية (كحركة فلسفية) حركة القرن العشرين فعليًا، إذ أشار إليها أسلافها الأساسيين مثل الفيلسوف سورين كيركغور وفريدريك نيتشه في أفكارهم قبل بروزها بوقت طويل. كانت الفلسفة الأكاديمية في أوروبا بعد هيغل منفصلة تمامًا عن اهتمامات الحياة البشرية الفردية في الأربعينيات من القرن التاسع عشر لصالح إتباع الأنظمة الماورائية المجردة. سعى كيركغور للعودة إلى الفلسفة بروح سقراط التي تتضمن الذاتية والالتزام والإيمان والعاطفة التي تُعتبر جميعها جزء من حالة الإنسان.
رأى نيتشه تفكك القيم الأخلاقية لأوروبا في القرن التاسع عشر وذهابها إلى العدمية (والتي أطلق عليها كريكغور عملية التسوية). حاول نيتشه تقويض القيم الأخلاقية التقليدية من خلال فضح أسسه، فميز بين أخلاقيات السيد والعبد لتحقيق هذه الغاية، وادعى أنه يجب على الإنسان تجنّب التسامح والتواضع في أخلاقيات العبيد في أوروبا.

### الفلسفة الوضعية
طرح أوغست كونت، الذي أعلن نفسه مؤسس علم الاجتماع الحديث، الرأي القائل بأن الترتيب الصارم للملاحظات المؤكدة وحدها يجب أن يشكل مجال المعرفة الإنسانية. أمل كونت في ترتيب العلوم بدرجة أكثر تعقيدًا من الرياضيات وعلم الفلك والفيزياء والكيمياء والبيولوجيا والمجال الجديد الذي يسمى «علم الاجتماع»، وهو دراسة «ديناميات وإحصائيات المجتمع».

### البراغماتية
طور الفيلسوفان الأمريكيان تشارلز ساندرز بيرس وويليام جيمس الفلسفة البراغماتية في أواخر القرن التاسع عشر.

### المثالية البريطانية
شهدت السنوات الأخيرة من القرن التاسع عشر في بريطانيا بروز المثالية البريطانية وإحياء الاهتمام بأعمال كانت وهيغل.

### الفلسفة المتعالية
تعود جذور الفلسفة المتعالية لتعالي إيمانويل كانت والمثالية الألمانية بقيادة رالف والدو إمرسون وهنري ديفد ثورو. تجسد الاعتقاد الرئيسي بحالة روحية مثالية تسمو فوق الفلسفة المادية والتجريبية ولا تتحقق إلا من خلال بداهة الفرد، وليس من خلال مذاهب الأديان الراسخة.

### الداروينية الاجتماعية
يشير مصطلح «الداروينية الاجتماعية» إلى النظريات التي تطبق المفهوم التطوري للانتقاء الطبيعي على المجتمع البشري.